# Basílica de Belovo
La Basílica de Belovo (en búlgaro: Беловска базилика) es una gran basílica cristiana parcialmente preservada de la Antigüedad tardía, cerca de la aldea de Golyamo Belovo en el municipio de Belovo, Provincia de Pazardzhik, al suroeste del país europeo de Bulgaria. Situada en una colina en las cercanías del pueblo, la iglesia data del siglo sexto y fue descrita por primera vez en el siglo XIX. Cuenta con tres naves y tres ábsides, así como una pila bautismal. Cabe destacar que, en lugar de una cúpula estaba cubierta por un techo abovedado.